# Труавьерж
Труавьерж (люкс. Ëlwen, фр. Troisvierges, нем. Ulflingen) — коммуна в Люксембурге, располагается в округе Дикирх. Коммуна Труавьерж является частью кантона Клерво. В коммуне находится одноимённый населённый пункт.
На гербе, подаренном Труавьерж в 1982 году, изображены три девы (олицетворяющие: Веру, Надежду и Милосердие), гора Эслинг, стилизованный папский крест из старейшего известного документа с названием этого места, железная дорога и колесо (так как железная дорога оказала большое влияние на развитие коммуны).

## История
Первое известное упоминание об этом месте было сделано в 1353 году под его немецким названием Ульфлинген. Французское название Труавьерж было принято в XVII веке. Францисканская церковь в коммуне была построена в 1658 году. К 1900 году большинство местного населения составляли железнодорожные и таможенные служащие. В 1910 году здесь проживало около 1550 человек.
По состоянию на 2008год население составляет 2888 человек. В коммуне располагаются 1078 домашних хозяйств. Занимает площадь 37,86 км² (по занимаемой площади 10 место из 116 коммун). Наивысшая точка коммуны над уровнем моря составляет 560 м (1 место из 116 коммун), наименьшая — 407 м (116 место из 116 коммун).
Труавьерж известен как место начала боевых действий на Западном фронте во время Первой мировой войны. 1 августа 1914 года немецкие солдаты 69-го пехотного полка высадились на железнодорожной станции города, нарушив условия использования Германией железных дорог и тем самым нарушив нейтралитет Люксембурга. Это положило начало четырехлетней оккупации Люксембурга немецкими войсками.